# Weserstars Bremen
Die Weserstars Bremen sind eine Eishockey-Mannschaft aus Bremen. Sie spielt derzeit in der Regionalliga Nord.

## Geschichte
Der Bremer Eishockey Club e. V. wurde 1988 gegründet. Nach einem Wechsel der Vereinsführung im Jahr 1993 begann der Verein zu wachsen und setzte vor allem auf die Nachwuchsarbeit, um den Eishockeysport langfristig in Bremen zu sichern. So wuchs die Anzahl der Mitglieder bis in die 2000er Jahre hinein auf 250, bis 2006 auf 300 Mitglieder. Die Nachwuchsarbeit des Bremer EC wurde 1998 mit dem Förderpreis der Deutschen Olympischen Gesellschaft gewürdigt. Ab der Saison 1999/00 wurde der Behindertensport in den Verein integriert. Die Sparte „Sledge-Eishockey“ wurde Mitte der 2000er Jahre durch eine Senioren- und eine Jugendmannschaft vertreten.
Zur Saison 2009/10 vereinbarten der Bremer EC und der REV Bremerhaven eine Spielgemeinschaft, die unter dem Namen SG Weser Stars in der Regionalliga Nord startete. Spielort war das Paradice in Bremen. Die Mannschaft ersetzte die bisherige erste Mannschaft des Bremer EC und die 1b der REV Bremerhaven. Nach der Saison wurde die Spielgemeinschaft aufgelöst und der Bremer EC übernahm den Namen Weserstars Bremen für seine erste Mannschaft. Die Weser Stars rückten nach einer Ligenreform in die Oberliga Nord auf und schlossen ihre erste Saison in der dritthöchsten Spielklasse auf Platz 6 ab. 2013 folgte der Rückzug aus der Oberliga in die Regionalliga und die Umbenennung des Bremer EC in Weserstars Bremen e. V.
In der Saison 2013/14 spielten die Weserstars in der Regionalliga Nord und schieden im Halbfinale gegen die Wolfsburger Grizzlys nach zwei spannenden Partien aus. Eine Saison später 2014/2015 wurden die Weserstars dann ihrer Favoritenrolle gerecht und holten in der Regionalliga Nord die Meisterschaft. Weitere Meisterschaften in der vierten Spielklasse erreichten die Weserstars 2016 und 2018.

## Weitere Mannschaften
Der Bremer EC unterhielt neben den Weser Stars weitere Mannschaften, Red Barons Bremen und die Bremen Firelions in der Landesliga Nord. Die Sledgehockeymannschaft der Weserstars spielt in der Deutschen Sledge-Eishockey Liga. Im Nachwuchsbereich existieren Mannschaften für Schüler, Knaben, Klein- und Kleinstschüler. In der Saison 2023/24 starten für den Verein insgesamt acht Mannschaften, unter anderem Nachwuchsteams in den Altersklassen U7, U9, U11, U13, U15 und U17.

### Firelions
Die Firelions wurden ursprünglich als Inlinehockey-Mannschaft im Snow 'n' Water e. V. gegründet. 2008 wurde die Bremer EC 1b gegründet, die 2009 den Beinamen Firelions annahm. Ab 2010 waren die Firelions die dritte Mannschaft (Bremer EC 1c), ab 2012 Weserstars III., ab 2015 die II. Mannschaft.

### Red Barons
Die Red Barons wurden 2007 als Mannschaft des OSC Leer gegründet und bestand hauptsächlich aus Spielern aus Cloppenburg und dem Oldenburger Umfeld. Sie wechselte 2008 zum Bremer EC und trat dort als 1c (2008–2010) bzw. 1d (2010–2012), später als IV. (2012/13), II. (2013–2015), bzw. III. Mannschaft (2015/16) der Weserstars an. Sie spielte in der Landesliga Nord, welche sie 2009 gewinnen konnte; dazu konnte man 2013 die Vizemeisterschaft und 2014 einen 3. Platz feiern. 2016 löste sich die Mannschaft auf, einige Nachwuchsspieler wechselten in die neu gegründete U19-Mannschaft.

## Eishockey in Bremen
Vor dem Bremer EC gab es Eishockeyabteilungen unter anderem bei folgenden Vereinen:

### Bremer ERG
Die größten Erfolge des Bremer Eis- und Rollsportgemeinschaft waren Spielzeiten in der Gruppenliga 1964/65 und in der Regionalliga 1981/82. Der Verein wurde in den 1990ern aufgelöst.

### HTSV Bremen
Im noch heute existierenden Hasteder Turn- und Sportverein Bremen gab es mindestens in den 1960er und 1970er Jahren eine Eishockeyabteilung. Die Herrenmannschaft spielte 13 Spielzeiten in der Regionalliga, von 1965/66 bis 1977/78.

### ERB Bremen
Der Eis- und Rollsportverein Bürgerweide Bremen wurde am 13. Dezember 1983 gegründet. Eishockey wurde im Ligenbetrieb seit mindestens 1985/86 gespielt. In den Spielzeiten 1986/87 und 1987/88 spielte man in der Regionalliga. Nach 1990 wurde die Eishockeyabteilung aufgelöst, der Verein betreibt weiterhin Roll- und Eiskunstlaufen sowie Rolltanzen.